# Northway Junction
Northway Junction és una concentració de població designada pel cens dels Estats Units a l'estat d'Alaska. Segons el cens del 2000 tenia 72 habitants.

## Demografia
Segons el cens del 2000, Northway Junction tenia 72 habitants, 23 habitatges, i 18 famílies La densitat de població era de 3,3 habitants/km².
Dels 23 habitatges en un 47,8% hi vivien nens de menys de 18 anys, en un 56,5% hi vivien parelles casades, en un 8,7% dones solteres, i en un 21,7% no eren unitats familiars. En el 17,4% dels habitatges hi vivien persones soles el 17,4% de les quals corresponia a persones de 65 anys o més que vivien soles. El nombre mitjà de persones vivint en cada habitatge era de 3,13 i el nombre mitjà de persones que vivien en cada família era de 3,44.
Per edats la població es repartia de la següent manera: un 38,9% tenia menys de 18 anys, un 6,9% entre 18 i 24, un 34,7% entre 25 i 44, un 19,4% de 45 a 60 i un 0% 65 anys o més.
L'edat mediana era de 27 anys. Per cada 100 dones hi havia 84,6 homes. Per cada 100 dones de 18 o més anys hi havia 131,6 homes.
La renda mediana per habitatge era de 67.500 $ i la renda mediana per família de 63.750 $. Els homes tenien una renda mediana de 38.750 $ mentre que les dones 36.250 $. La renda per capita de la població era de 16.439 $. Aproximadament l'11,1% de les famílies i el 15,8% de la població estaven per davall del llindar de pobresa.

## Poblacions més properes
El següent diagrama mostra les poblacions més properes.